# American Ornithological Society

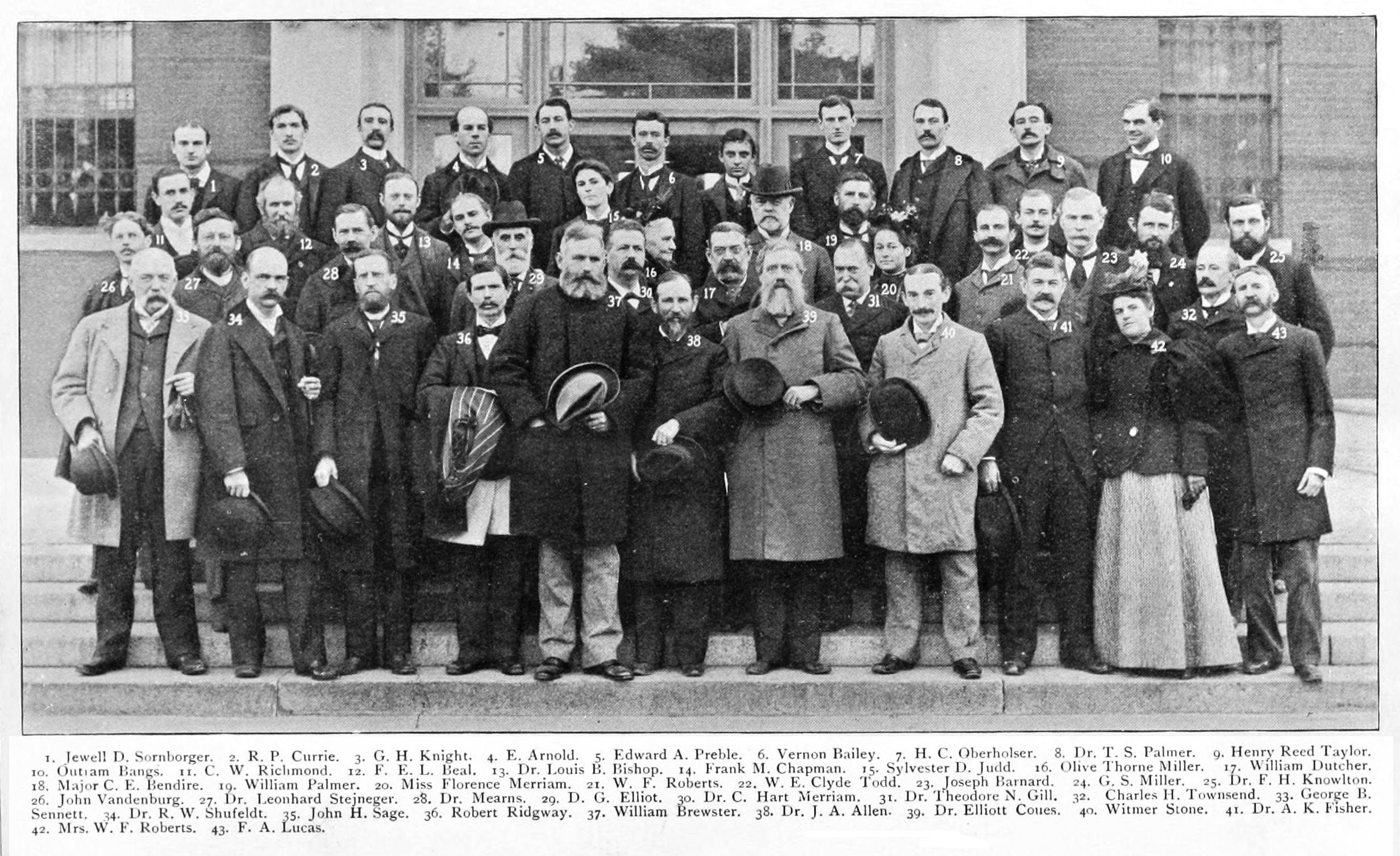

American Ornithological Society (AOS) (Amerikas ornitologiska förening) är den äldsta och största ornitologiska organisationen i den västra hemisfären, och bildades i sin nuvarande form när American Ornithologists' Union (AOU) slog sig ihop med Cooper Ornithological Society 2016. I motsats till många andra liknande organisationer är AOU:s medlemmar huvudsakligen professionella ornitologer snarare än amatörer.
Organisationen (AOU) grundades i september 1883 av Elliott Coues, Joel Asaph Allen och William Brewster.
AOS publicerar sedan januari 1884 en kvartalstidskrift, The Auk. Bland andra viktiga publikationer kan nämnas AOU Checklist of North American Birds, som anses vara standardreferensverket för nordamerikanska fåglar, samt en monografiserie: Ornithological Monographs.